# Exechia cornuta
Exechia cornuta är en tvåvingeart som beskrevs av Lundstrom 1914. Exechia cornuta ingår i släktet Exechia och familjen svampmyggor. Arten är reproducerande i Sverige. Inga underarter finns listade i Catalogue of Life.